# Yoshinari Hyakutake
Yoshinari Hyakutake (百武 義成 Hyakutake Yoshinari?,  nacido el 21 de noviembre de 1977 en Nagasaki) es un exfutbolista japonés. Jugaba de defensa y su último club fue el Denso de Japón.

## Trayectoria

### Clubes
| Club         | País  | Año         |
| ------------ | ----- | ----------- |
| Cerezo Osaka | Japón | 1996 - 1998 |
| Denso        | Japón | 1999 - 2000 |